# Lorenzo Nencini

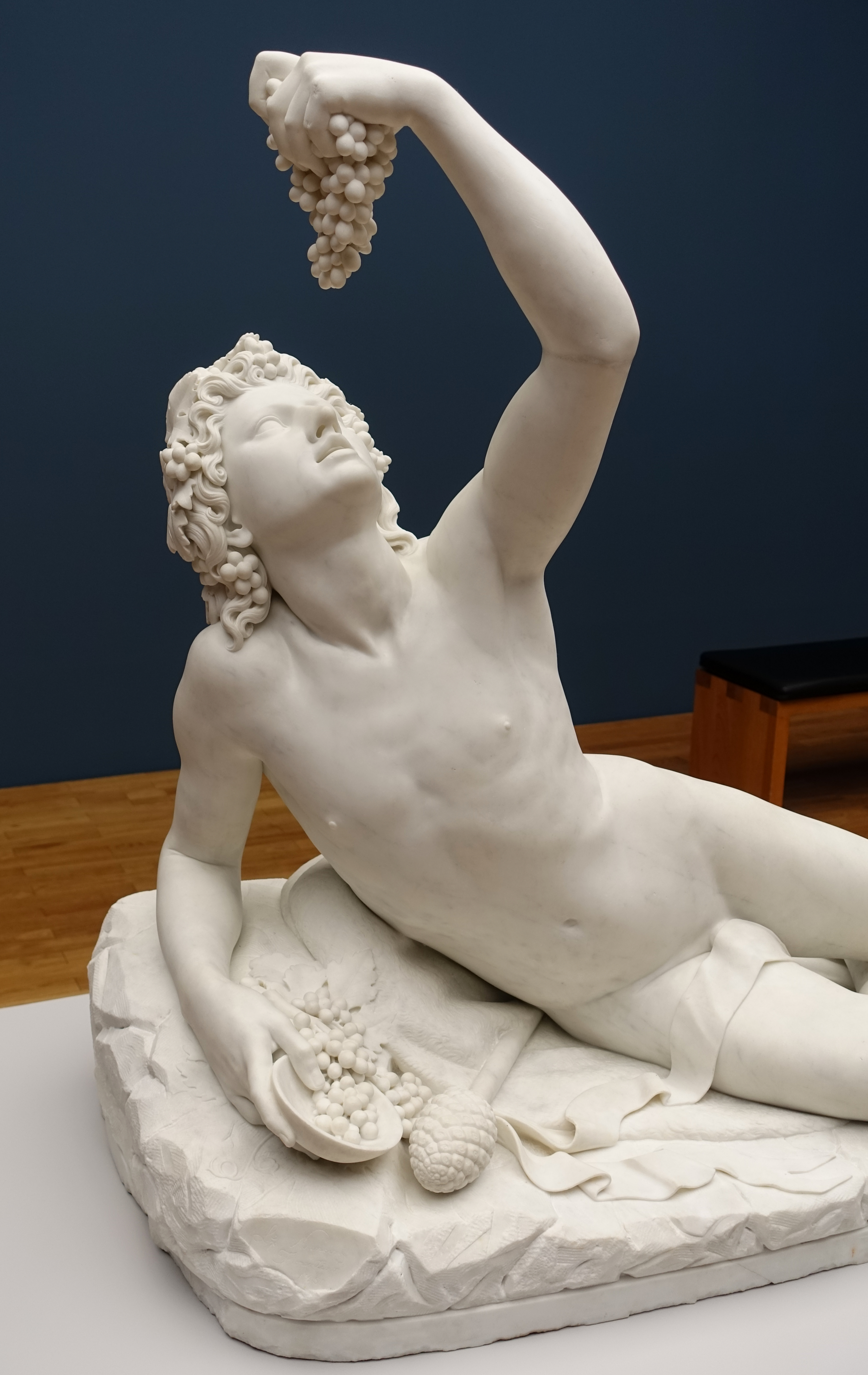
Bacco, 1830

Lorenzo Nencini (Firenze, 10 gennaio 1806 – Firenze, 14 marzo 1854) è stato uno scultore italiano attivo soprattutto a Firenze e in Toscana.

## Biografia
Nel 1819 fu ammesso all'Accademia di belle arti di Firenze. A partire dal 1823, svolse il proprio apprendistato sotto lo scultore Stefano Ricci, da cui adottò il classicismo di Canova. Nel 1827 vinse un premio dall'Accademia e due anni dopo gli fu assegnato un altro premio per il suo bassorilievo raffigurante Adamo ed Eva espulsi dall'Eden. Nel 1832 scolpì una statua di San Nicola, oggi perduta, nota per la sua riproduzione di abiti e accessori storici. Nel 1837 mostrò un modello in gesso di quella che era considerata "la più bella delle sue opere", un baccante rilassato nell'atto di mangiare l'uva; lo espose nuovamente a Brera nel 1838 e lo donò all'Accademia di belle arti di Brera, dove si trova ancora oggi. Nel 1837 creò l'effigie di Guido di Arezzo, inventore della colonna sonora, per la ventisettesima nicchia del Loggiato degli Uffizi; fu inaugurato dieci anni dopo il 24 giugno 1847.
Nel 1838 creò il monumento funerario di Giovita Garavaglia per la basilica fiorentina della Santissima Annunziata. Fu poi incaricato di decorare il portico della chiesa di San Leopoldo a Follonica con due bassorilievi, nonché la Porta San Marco di Livorno, e in seguito a queste prestigiose commissioni gli fu commissionato nel 1840-41 la scultura del busto di Evangelista Torricelli e di un medaglione raffigurante Alessandro Marsili (1601-1670) per l'Osservatorio di Galileo a Firenze. Nel 1844 divenne membro dell'Accademia fiorentina, ma solo nel 1849 riuscì a essere nominato vice insegnante di scultura. L'11 settembre 1853 fu eletto membro del Consiglio accademico per la sezione degli scultori. Il suo lavoro è stato esposto all'Esposizione universale di Londra del 1851.